# Zaaiersweg
De Zaaiersweg is een straat in Amsterdam-Oost.

## Geschiedenis en ligging
De straat baant zich slingerend een weg vanaf de Middenweg tot aan de Rozenburglaan en ligt daarbij op de kade van de grillig lopende ringgracht rondom begraafplaats De Nieuwe Ooster. Ze vormt tevens de noordgrens van Betondorp, een tuindorp in het zuiden van de Watergraafsmeer.
De straat kreeg 30 januari 1924 haar naam, ze is genoemd naar een menselijke zaaier (boer die zaait). Alle straten in Betondorp zijn naar landbouwtermen vernoemd. In 1988 kreeg de Zaaierweg via de Weesperzijdebrug verbinding met het Drie Burgpad, een verbinding die later weer verloren ging, toen afvalpunt Rozenburg in gebruik werd genomen.
Kunstenares Fré Cohen woonde enige tijd op nummer 125, zij werd in de 21e eeuw naamgever van de Fré Cohenbrug in de directe omgeving.

## Gebouwen
De huisnummers lopen van 2 tot en met 183. Omdat ze op de kade ligt zijn er bijna alleen oneven nummers, er zijn in 2020 slechts drie even huisnummers 2, 180 en 182. Die laatste zijn voor het gemeentelijk monument de Heilige Familiekerk; op huisnummer 2 is gevestigd het uitvaartcentrum van Coöperatie PC.  
Gedurende de straat is werk te zien van architecten als Lucas Göbel en Gerardus den Hertog (nummers 3-9), Johannes Philips Laurens Petri (nummer 15), Peter Pennink (nummer 17), Gerrit Versteeg (die hier in de buurt bijzonder actief was; onder meer 41 tot en met 57), Dick Greiner (onder meer 67-129) en dus de kerk van Hugo Anthonius van Oerle en J.J. Schrama. Ook de Dienst der Publieke Werken heeft hier een gebouw staan op 95-99. Een aantal gebouwen zijn opgetrokken in de typische stijl van betondorp, maar een aantal heeft ook "gewoon" bakstenen gevels.

## Zaaiersweg 15
Dit gebouw werd naar ontwerp van Petri in 1930-1931 neergezet als de Groen van Prinstererschool. Er waren zeven lokalen en een gymlokaal. Al direct was er geharrewar over de school. Ze bood namelijk ook buitenschoolse activiteiten, dat tegen de zin van het verenigingsgebouw Meerhuis. Ook was het moderne gymnastieklokaal een doorn in het oog van andere scholen in de buurt; andere scholen mochten daar gebruik van maken. Johan Cruijff zat hier in zijn jeugd op school. Door veroudering van de bevolking van Betondorp werd de school overbodig; ze diende nog even tot dependance van de 5e Montessorischool aan de Polderweg.  In de gevel is een reliëf te vinden van Guillaume Groen van Prinsterer in 1935 gemaakt door Gerrit van der Veen (met monogram).

## Zaaiersweg 17
De Kerk van Jezus Christus van de Heiligen der Laatste Dagen (Mormonen) liet hier vanaf begin 1963 een moderne kerk bouwen met losstaande toren. Architect was Peter Pennink. Het benodigde geld (720.000 gulden) was bijeengebracht door de circa 800 leden als ook een bijdragen vanuit het Mormonencentrum in Salt Lake City.

## Zaaiersweg 95-99
Het gebouw Zaaiersweg 95-99 is rond 1916 gebouwd als dubbele school met namen als School De Merel en School De Scheepskameel. Het is ontworpen door architect Albert Boeken, werkend bij de PW. Hij ontwierp een gebouw dat een mengeling laat zien tussen de Amsterdamse School en het Nieuwe Bouwen. De Amsterdamse School is terug te vinden in de bakstenen muur en raampartij; Nieuwe Bouwen in de kubusvormige opzet. Opvallende details zijn het ronde raampje op de eerste verdieping en een wand van keramische tegels. Het gebouw kreeg een bestemming als atelierruimte en woningen (Vereniging van Eigenaren).

## Zaaiersweg 139-169
Drie rijen woningen uit 1923-1925 ontworpen door Dirk Greiner in de typische Betondorpstijl. Hierbij werd de techniek “bron” gebruikt.

## Kunst en Openbaar vervoer
Behalve genoemd reliëf is er geen kunst in de openbare ruimte. De straat is vanwege de grillige bochten niet geschikt voor lange voertuigen. Tramlijn 19 stopt in de buurt aan de Middenweg; bus 41 op de Rozenburglaan.

## Afbeeldingen

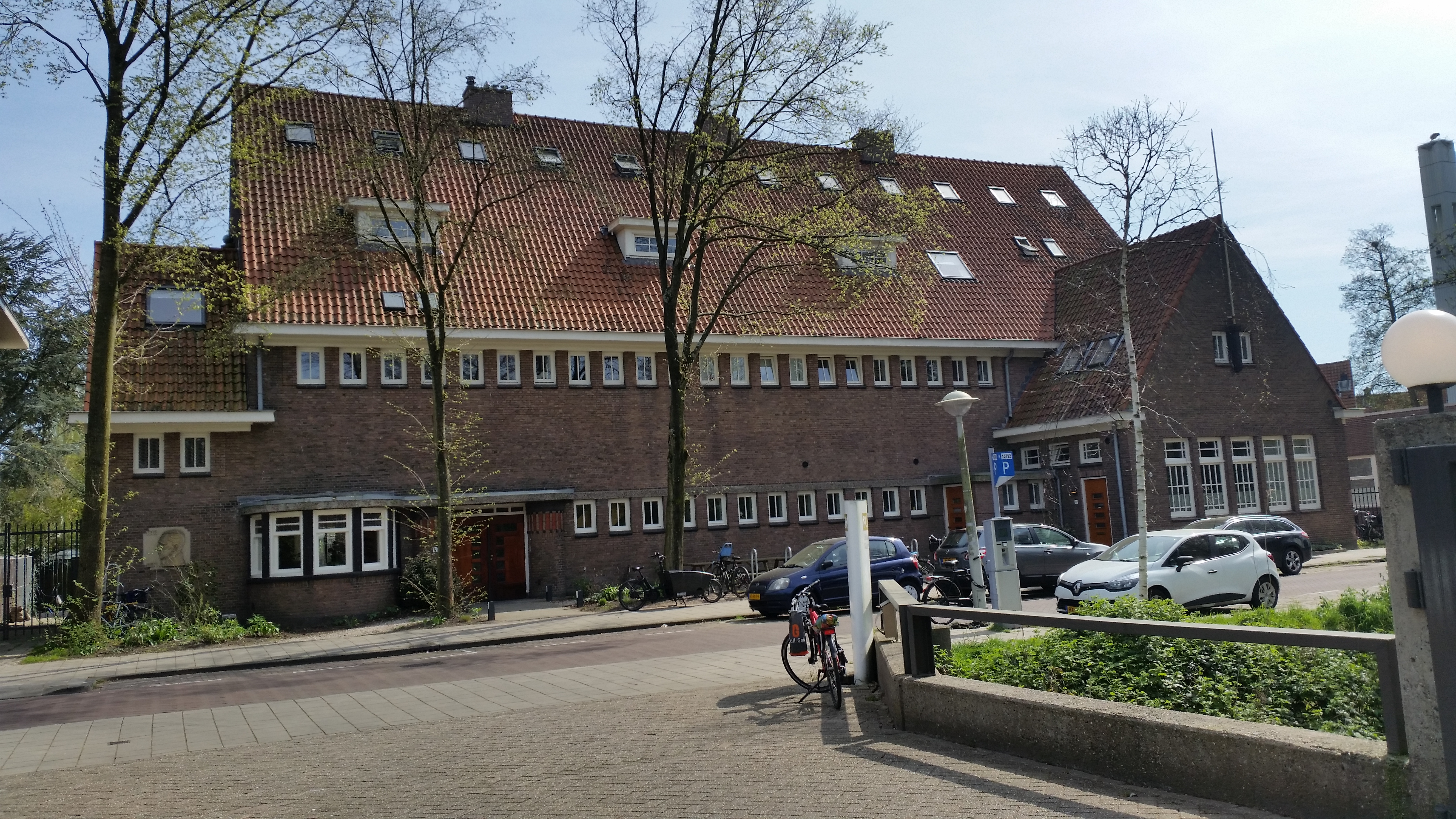
Voormalige Groen van Prinstererschool met linksonder het reliëf van de naamgever (april 2020)
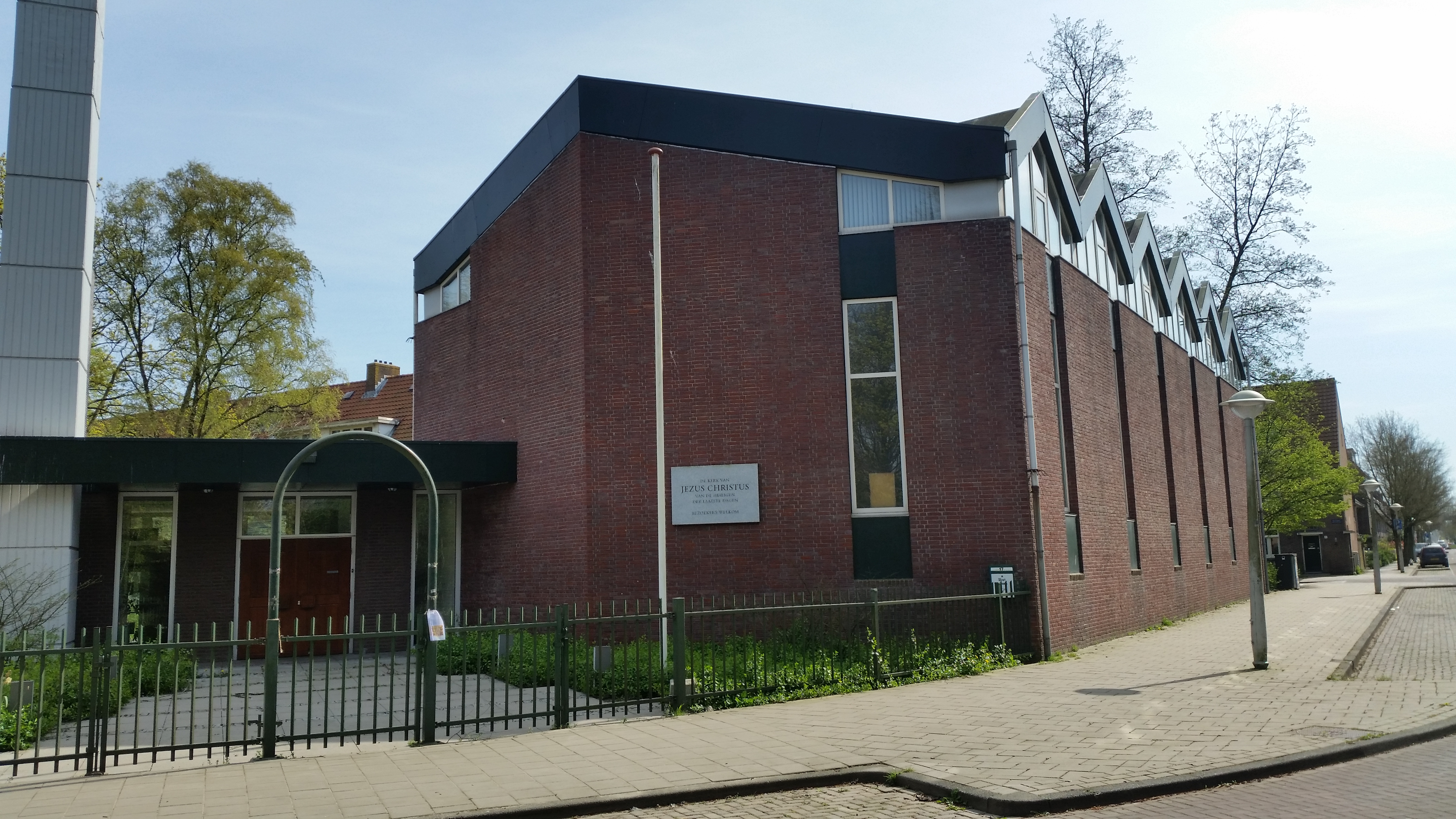
Kerkgebouw van de mormenenkerk (april 2020)
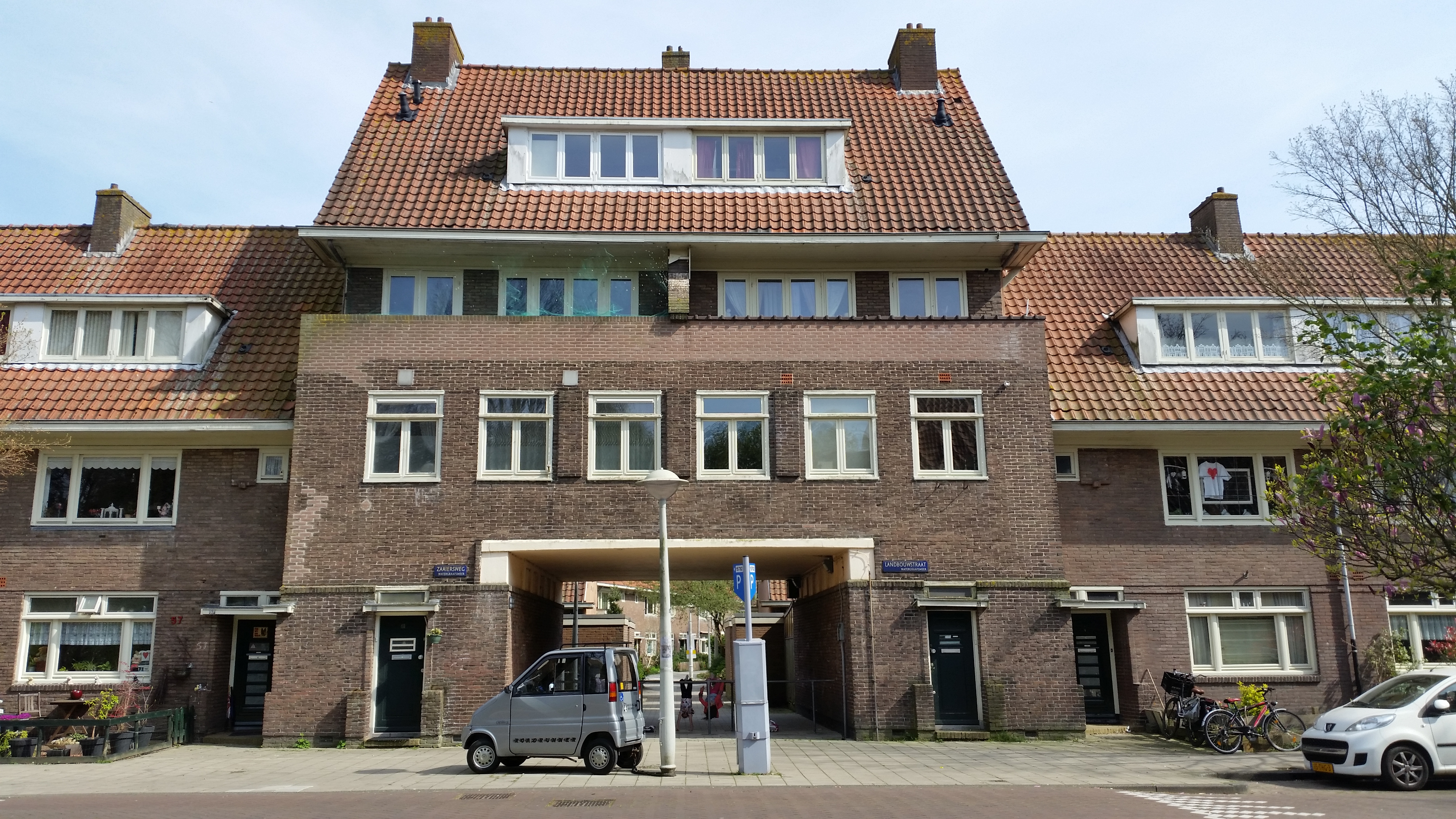
Poortgebouw Zaaiersweg 57 van Versteeg (april 2020)
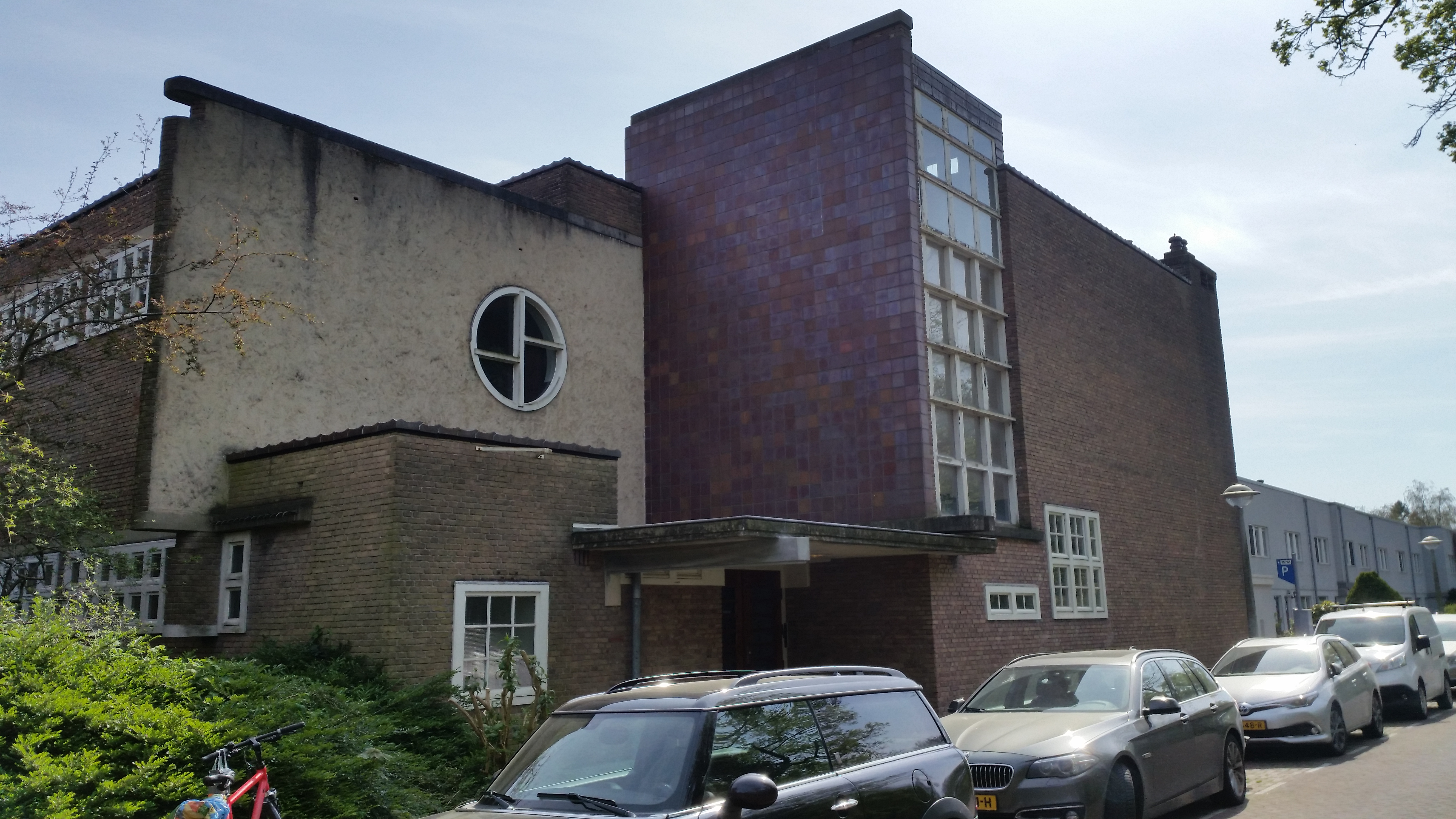
Zaaiersweg 95-99 met keramische tegels (april 2020)
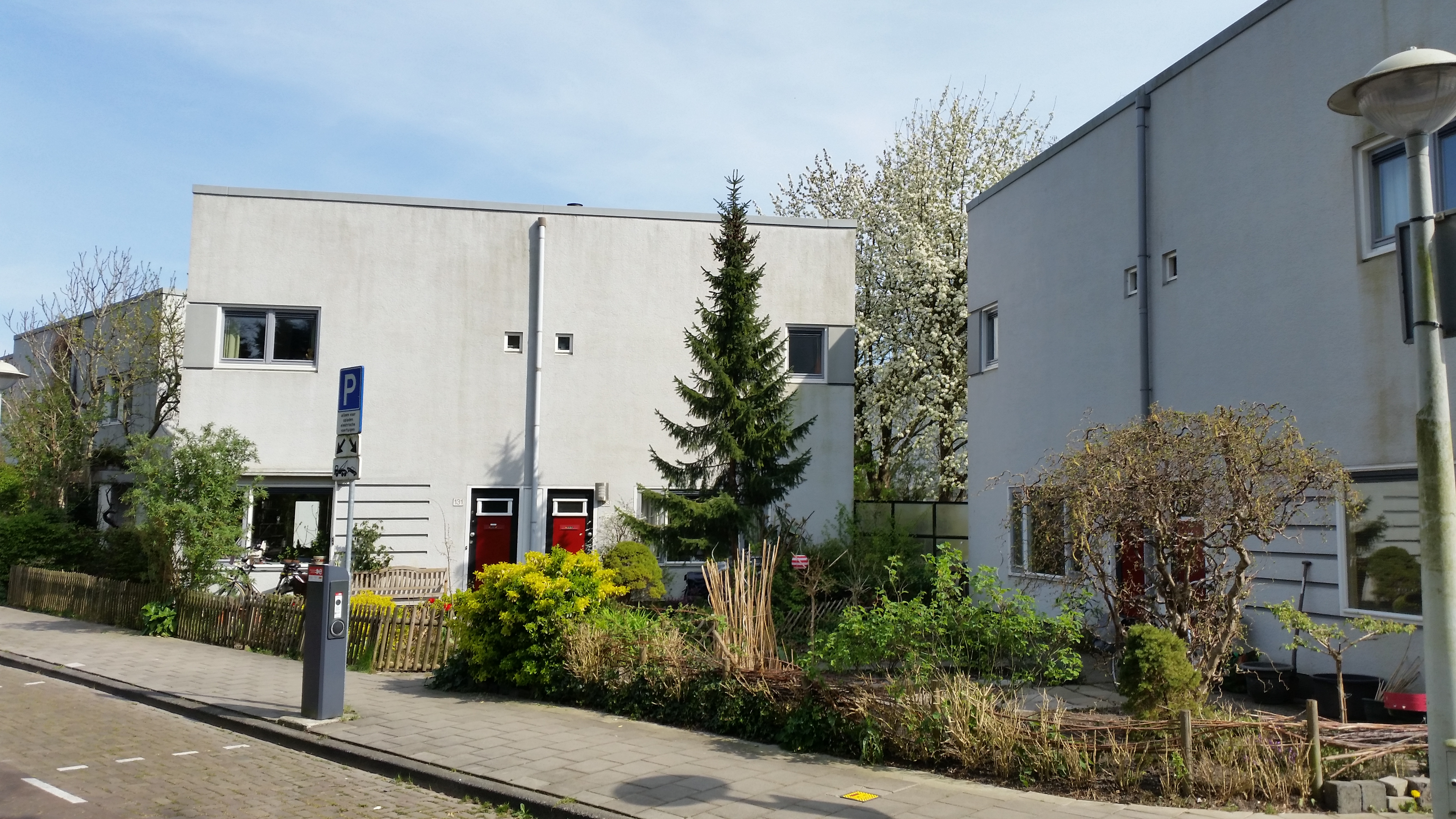
Blokjes van Greiner (april 2020)